# Artur Becker (Schiff)
Das Motorschiff Artur Becker war ein zum Schulschiff für die Sporttaucherausbildung der GST umgebautes ehemaliges Versorgungsschiff der Volksmarine.

## Geschichte

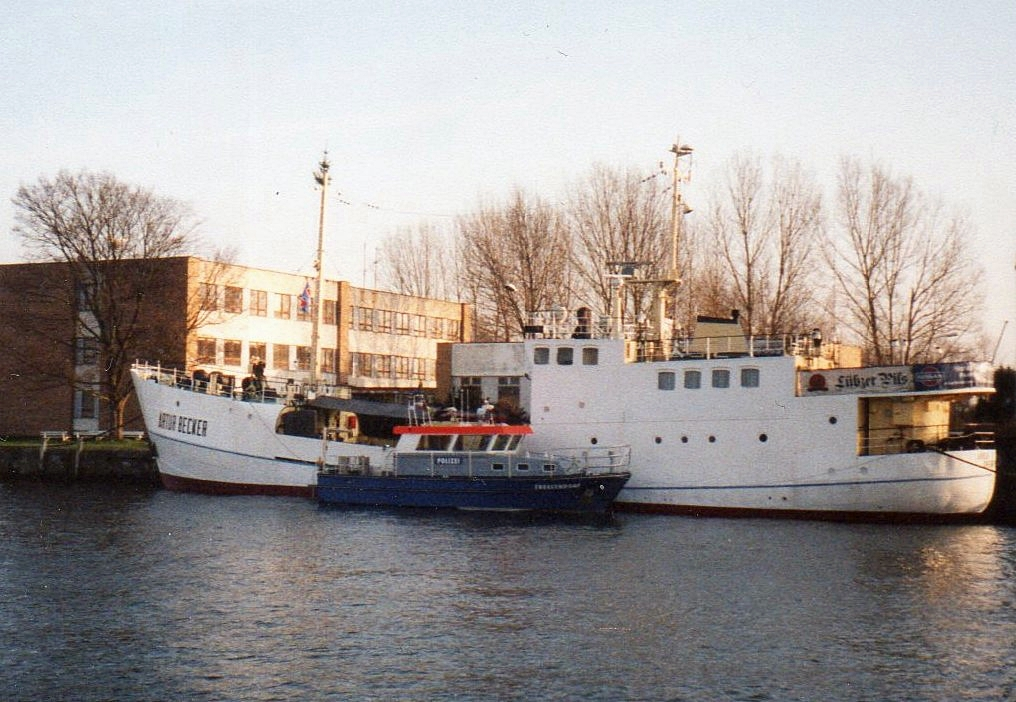
Die Artur Becker vor 2010

Der im Jahr 1951 auf der Schiffswerft Roßlau erbaute Logger 236 Ruden war bis zur Außerdienststellung am 29. Oktober 1971 als Versorgerlogger (Hilfsschiff) bei der Volksmarine eingesetzt. 1971 erhielt das Schiff den Namen des 1938 im Spanischen Bürgerkrieg erschossenen Kommunisten Artur Becker und diente nun als Schulschiff bei der vormilitärischen Ausbildung der Gesellschaft für Sport und Technik an deren GST-Marineschule „August Lütgens“ in Greifswald-Wieck. Im Jahr 1982 wurde die Artur Becker in ein Taucherausbildungsschiff umgerüstet und danach weiter bei der GST eingesetzt. Die Ausbildungsfahrten des Schiffes führten in die Ostsee, wobei Häfen in der damaligen Volksrepublik Polen und der Sowjetunion angelaufen wurden.
Im Jahr 1990 übernahm die Hansestadt Greifswald die Trägerschaft über die Artur Becker und überließ 1992 das Schiff dem Tauchsportclub Greifswald e. V. zur Nutzung. Die Artur Becker wurde das größte Taucherschiff für Sporttaucher auf der Ostsee und im Frühjahr und Herbst diente sie als Basis für Hochseeangeltouren zum Adlergrund zwischen der Insel Rügen und dem dänischen Bornholm. Während ihrer Zeit als Ausbildungsschiff von 1971 bis 2010 wurde sie in der Abfolge von insgesamt sechs Kapitänen gefahren (erster Kapitän: Horst Fechner [1971–76], Horst Berkowitz [1976–79], Peter Batrow [1979–80], Herbert Breitsprecher [1980–88], Volker Behm [1988–91], letzter Kapitän: Karl-Heinz Hanke [1992–2010], zugleich K. mit der längsten Dienstzeit von 18 Jahren). Am 1. Dezember 2010 verkaufte Greifswald den Logger nach diversen Rettungsversuchen zur Weiternutzung über die Vebeg für 81.100 € an ein dänisches Unternehmen. Am 2. Dezember 2012 wurde das Schiff als verschrottet gemeldet.

## Ausstattung
An Bord der Artur Becker konnten maximal 29 Personen in zwei großen Gemeinschaftsdecks (à 12 Personen), zwei Doppel- und einer Einzelkabine Platz finden. Im Bug war eine Dekompressionskammer eingebaut. Das Schiff war mit Differential-GPS, Echolot und Radar ausgestattet.